# 에자키 마사루
에자키 마사루(일본어: 江崎マサル, 1966년 2월 10일~2021년 8월 31일)는 일본의 음악 프로듀서, 작곡가, 작사가이다.
AKB48, 오다 유지 등을 위한 곡을 썼다. 2005년부터 여성 힙합 유닛 hy4_4yh의 프로듀서를 맡았다.
2021년 8월 21일 hy4_4yh의 멤버가 코로나19 확진을 받은 뒤, 24일 에자키도 양성 판정을 받았다. 증상이 경증이어서 시즈오카현의 자택에서 요양하는 것을 택했지만, 증상이 급하게 악화되어 자택에서 사망했다. 9월 1일 에자키의 집을 찾은 가족이 쓰러진 에자키를 발견했으며 사망 시각은 8월 31일 밤으로 추정된다. 기저 질환은 없었고 백신은 접종하지 않은 상태였다.